# Mariä Verkündigung (Ainertshofen)

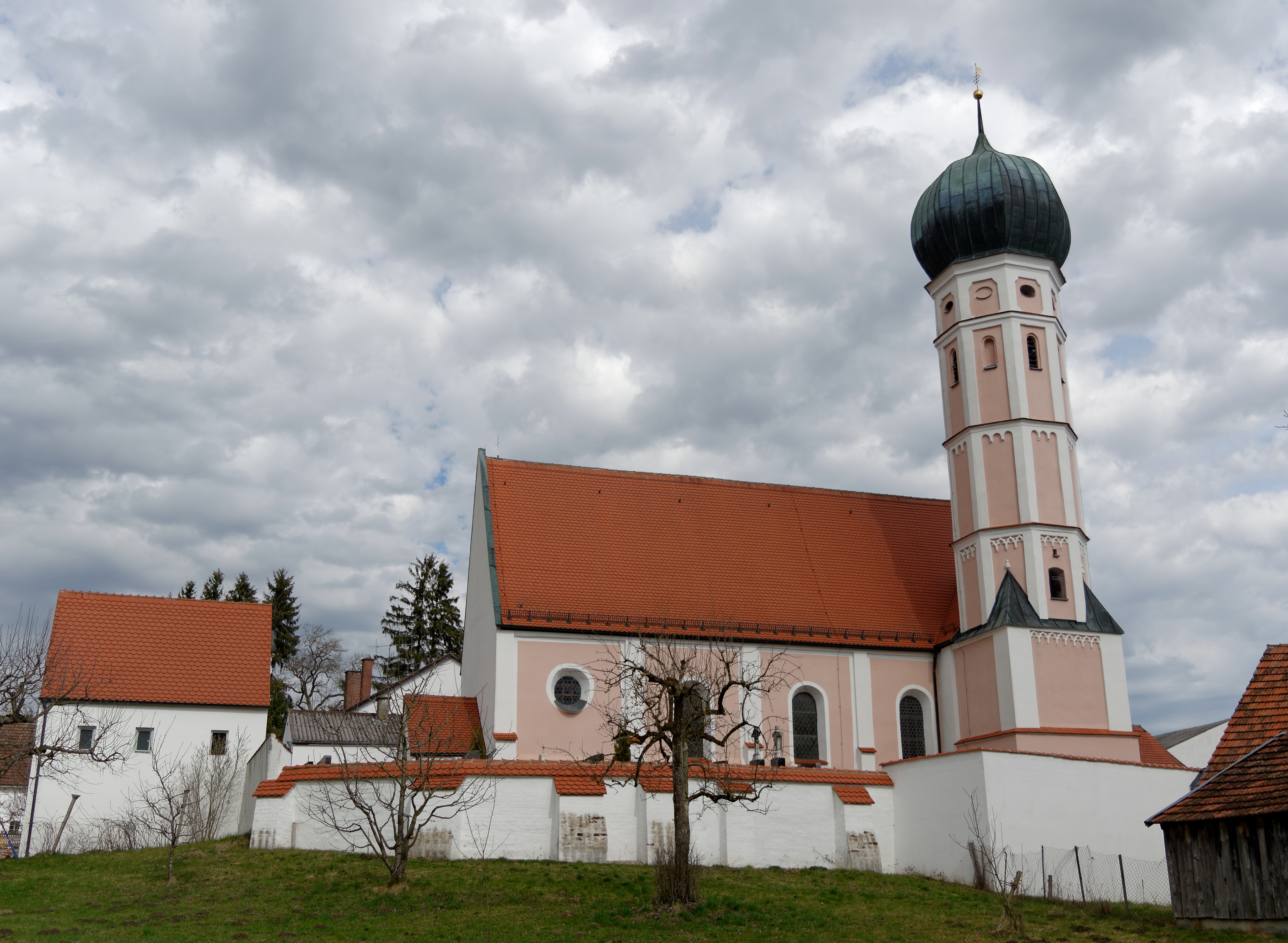
Mariä Verkündigung von Süden

Die Filialkirche Mariä Verkündigung ist ein Baudenkmal in Ainertshofen bei Inchenhofen. Sie gehört zur Pfarrei St. Leonhard in Inchenhofen.

## Geschichte
Die ursprünglich romanische Kirche ist vermutlich im Mittelalter abgebrannt und wurde im 15. Jahrhundert neu errichtet. Das Dachwerk datiert auf die Zeit um 1485. Nach 1704 wurde vermutlich der Turm um die oktogonalen Geschosse mit Zwiebelhaube erhöht. Im Zuge des Spanischen Erbfolgekriegs brannte das Gotteshaus erneut ab und wurde bis 1730 neu erbaut. Bei einer Renovierung im Jahre 1954 wurden Fresken, vermutlich von Ignaz Baldauf, freigelegt.

## Baubeschreibung
Mariä Verkündigung ist eine Saalkirche mit Stichkappentonne und einem wenig eingezogenen, dreiseitig geschlossenen Chor. der südliche Zwiebelturm hat einen quadratischen Unterbau. Die beiden unteren oktogonalen Geschosse sind mit Bogenfriesen versehen. Das 20 × 7 Meter große Kirchenschiff ist durch drei Gurtbögen in vier Joche geteilt.

## Ausstattung

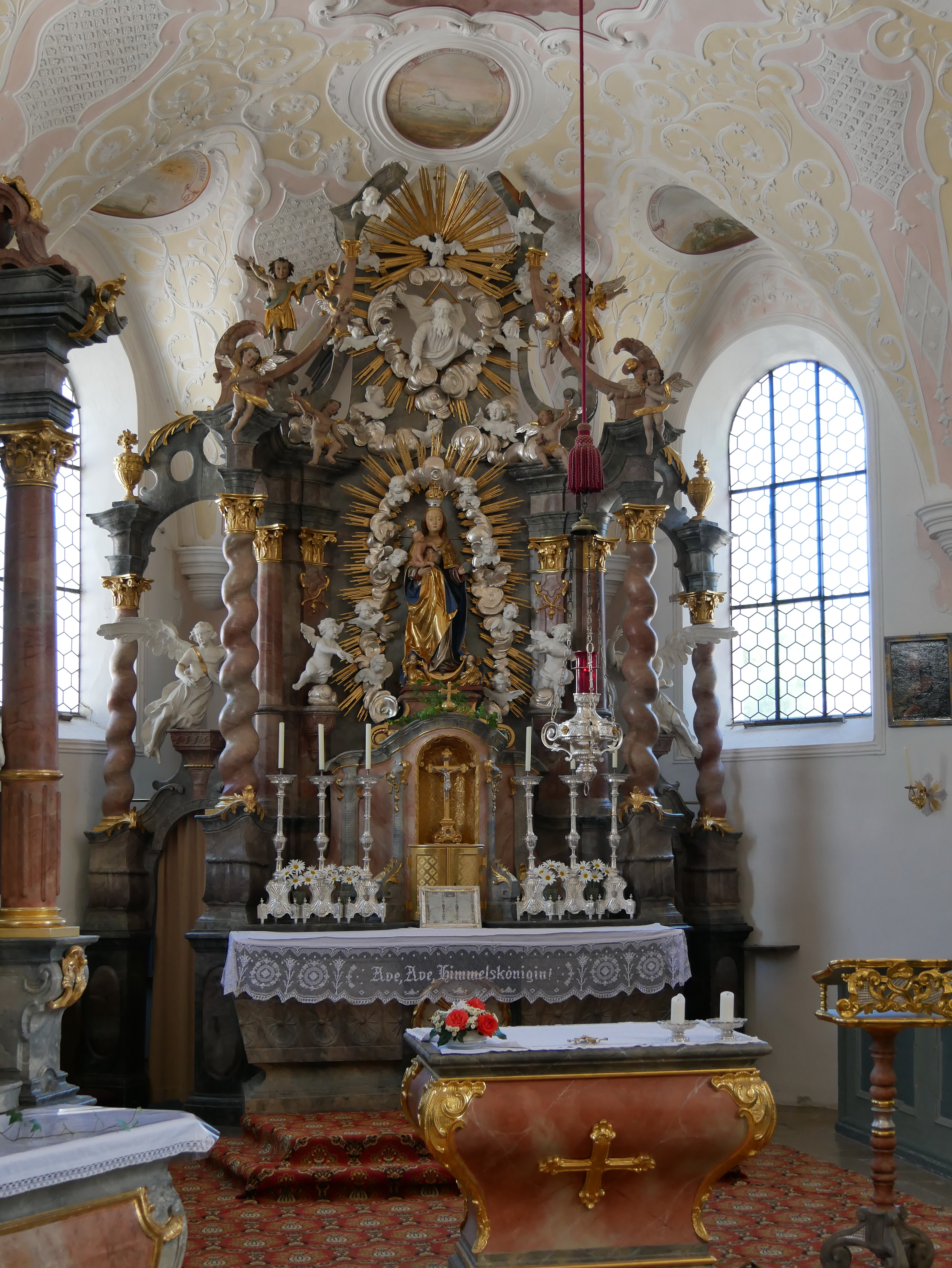
Hauptaltar (um 1760/70) mit Muttergottes um 1500

Der Stuck ist aus der Zeit um 1730. Über dem Chorbogen findet sich das Wappen des Fürstenfelder Abts Liebhard Kellerer. Die Fresken, etwa aus der gleichen Zeit, sind stark erneuert. Sie zeigen im Chor die Immaculata, mit seitlichen Emblemen und im Langhaus die Krönung und Himmelfahrt Mariä und das Pfingstfest. Seitlich finden sich auch hier Embleme. Die Altäre aus der Zeit um 1760/70 sind in der Art von Johann Anton Wiest geschaffen. Die Madonna um 1500 im Hochaltar ist aus der Schule Hans Multschers. Sie ist von einem Strahlenkranz mit Engelsköpfen umrahmt. Insgesamt finden sich 28 Putti in dem Altar. Die Altarbilder der Seitenaltäre um 1760/70 sind von Ignaz Baldauf. Sie zeigen links den heiligen Johannes von Nepomuk und die heilige Walburga und rechts die Kreuzabnahme sowie die heilige Ottilia. Die Apostelköpfe über den Apostelkreuzen sind vermutlich natürlichen Vorbildern nachempfunden. Das Gestühl der Kirche ist mit 1729 bezeichnet. Die Rokoko-Kanzel ist aus der Zeit um 1750/60.